# Astragalus majevskianus
Astragalus majevskianus är en ärtväxtart som beskrevs av Porphyriy Nikitich Krylov. Astragalus majevskianus ingår i släktet vedlar, och familjen ärtväxter. Inga underarter finns listade i Catalogue of Life.